# Le Gosier
Le Gosier (en créole guadeloupéen : Gozyé) est une commune française du département de la Guadeloupe. Avec 27 205 habitants en 2022, Le Gosier est la troisième ville la plus peuplée de l'île après Les Abymes et Baie-Mahault.
Ses habitants sont appelés les Gosiérien(ne).

## Géographie

### Localisation

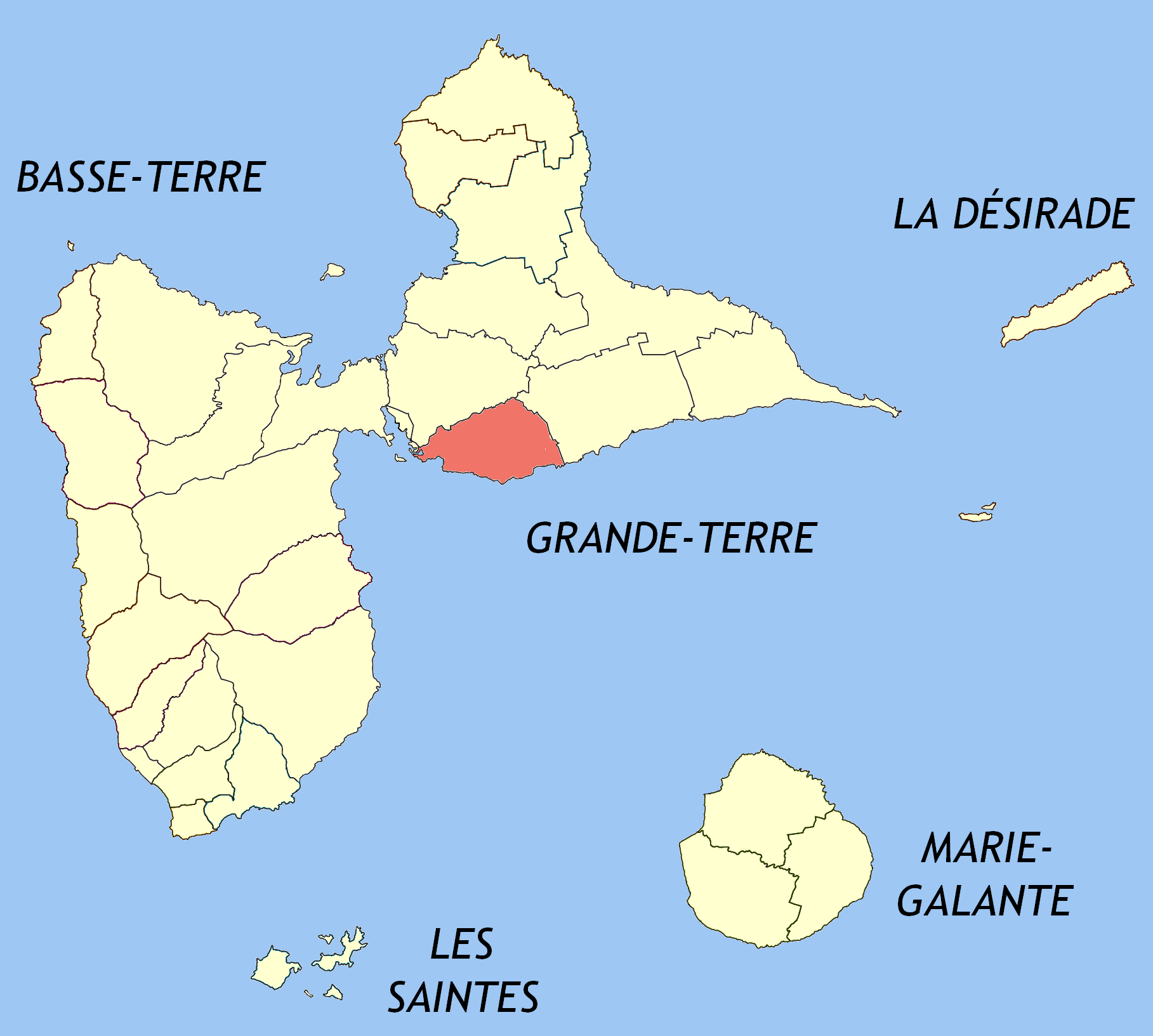
En rouge le territoire communal de le Gosier.

S'étendant sur 45,2 km2 de superficie totale, la commune du Gosier est située au sud de la Grande-Terre et est intégrée à l'unité urbaine de Pointe-à-Pitre-Les Abymes. Elle est située en bord de mer, entre les villes de Pointe-à-Pitre à l'ouest, des Abymes au nord et de Sainte-Anne à l'est. Une partie de son territoire accueille une zone humide de mangrove.
|                | Les Abymes       |             |
| Pointe-à-Pitre | du Gosier        | Sainte-Anne |
|                | Océan Atlantique |             |

### Climat
Le climat y est de type tropical.

## Urbanisme

### Typologie
Le Gosier est une commune urbaine, car elle fait partie des communes denses ou de densité intermédiaire, au sens de la grille communale de densité de l'Insee,,,. Elle appartient à l'unité urbaine de Pointe-à-Pitre-Les Abymes, une agglomération intra-départementale regroupant 11 communes et 252 132 habitants en 2022, dont elle est une ville-centre,.
Par ailleurs la commune fait partie de l'aire d'attraction des Abymes, dont elle est une commune de la couronne. Cette aire, qui regroupe 18 communes, est catégorisée dans les aires de 200 000 à moins de 700 000 habitants,.
La commune, bordée par l'océan Atlantique au sud, est également une commune littorale au sens de la loi du 3 janvier 1986, dite loi littoral. Des dispositions spécifiques d’urbanisme s’y appliquent dès lors afin de préserver les espaces naturels, les sites, les paysages et l’équilibre écologique du littoral, par exemple le principe d'inconstructibilité, en dehors des espaces urbanisés, sur la bande littorale des 100 mètres, ou plus si le plan local d’urbanisme le prévoit,.
L'anse à Éblain marque la limite officielle du territoire de la commune avec celle de Sainte-Anne.

### Lieux-dits, hameaux et écarts
Les différents lieux-dits du Gosier sont  : Barbès, Bas-du-Fort, Beaumanoir, Belle Plaine, Bellevue, Belline, Bernard, Besson, Blanchard, Bois de Rose, La Bouaye, Cocoyer, Délègue, Dampierre, Dunoyer, Grande-Baie, Grand-Bois, Grande-Ravine, Guampo, Îlet du Gosier, Kancel, Labrousse, Leroux, Mare-Gaillard, Mathurin, Michaux, Mitteau, Montauban, Moreau, Penchard, Périnet, Petit-Havre, Pliane, Pointe de la Verdure, Port-Blanc, Poucet, Providence, Saint-Félix, Simonet et Tombeau.

### Voies de communication et transports
La commune est desservie par les lignes G9, G10, G11, G12, G14 et G91 du réseau de transport Karu'Lis.

## Toponymie
Le nom du Gosier vient de celui du pélican appelé, au XVIIe siècle, grand-gousier du fait de l'importance de son bec et de sa poche.

## Histoire
Pour un article plus général, voir Histoire de la Guadeloupe.

## Politique et administration

### Rattachements administratifs et électoraux

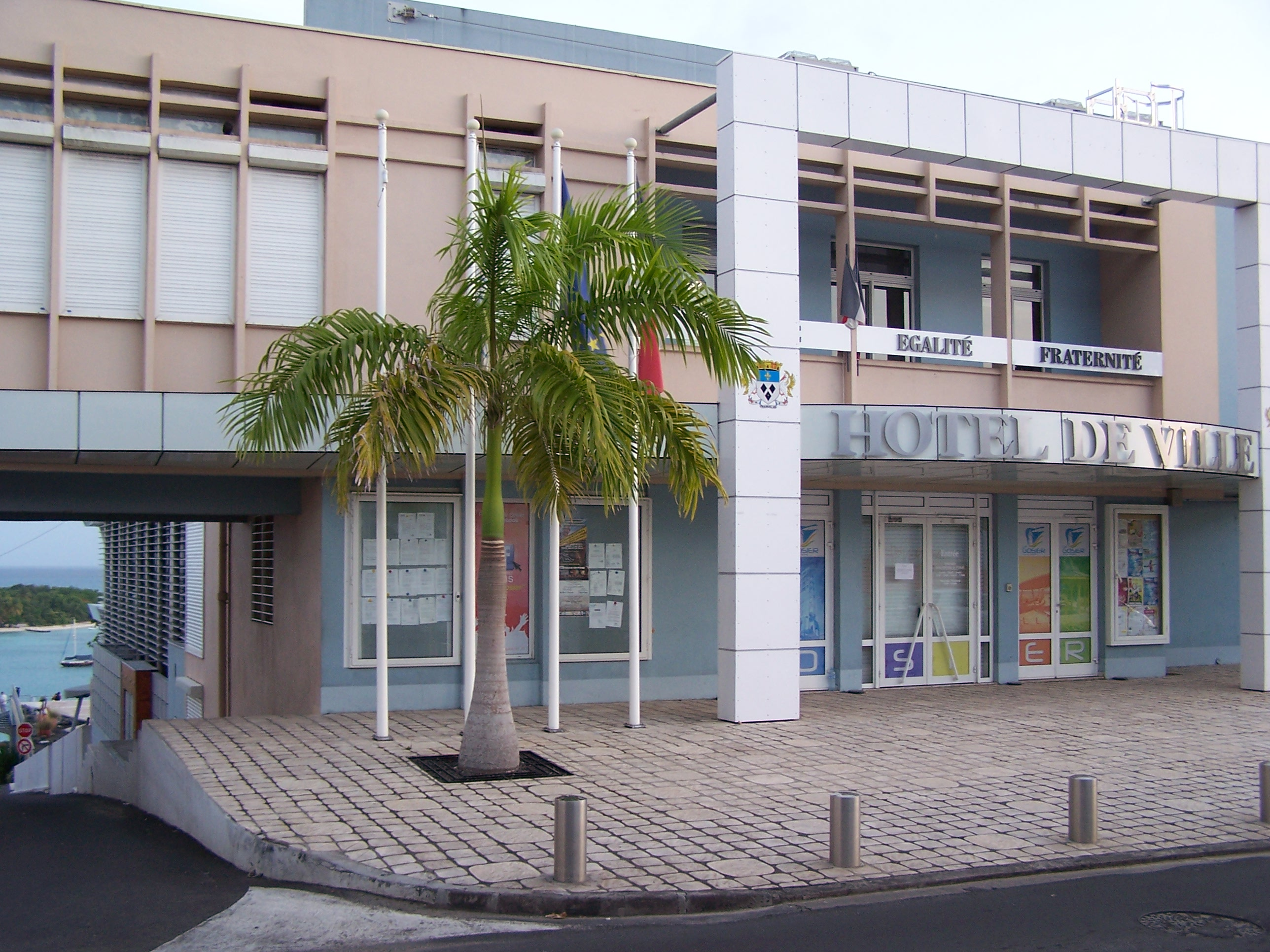
La mairie du Gosier en 2013.

La commune appartient à l'arrondissement de Pointe-à-Pitre et aux cantons du Gosier, dont elle est le bureau centralisateur, et des Abymes-3 depuis le redécoupage cantonal de 2014.
De 1985 à 2015, elle était divisée en deux cantons :
- Le Gosier-1
- Le Gosier-2

Pour l'élection des députés, Le Gosier fait partie depuis 1988 de la deuxième circonscription de la Guadeloupe.

### Intercommunalité
Depuis le 1er janvier 2014, Le Gosier fait partie de la communauté d'agglomération La Riviéra du Levant, dans laquelle elle est représentée par dix-sept conseillers.

### Liste des maires
| Période                                  | Période              | Identité           | Étiquette      | Qualité |
| ---------------------------------------- | -------------------- | ------------------ | -------------- | --- |
| 1944                                     | mars 1965            | Raphaël Luce       | UNR → UDR      | Conseiller général du canton du Gosier (1951 → 1965) |
| mars 1965                                | mars 1989            | Léopold Hélène     | UDR → RPR      | Médecin Député de la 1re circonscription de la Guadeloupe (1968 → 1973) Conseiller général du canton du Gosier (1965 → 1985) Conseiller général du canton du Gosier-1 (1985 → 1993) |
| mars 1989                                | mars 2001            | Jacques Gillot     | FGPS → GUSR    | Médecin Conseiller régional de la Guadeloupe (1998 → 2001) Conseiller général du canton du Gosier-1 (1993 → 2015) Président du conseil général de la Guadeloupe (2001 → 2015)       |
| mars 2001                                | 4 juillet 2020       | Jean-Pierre Dupont | GUSR           | Retraité de l’Éducation nationale Conseiller régional de la Guadeloupe (2004 → 2015) Président de la CARL (2014 → 2020)                                                             |
| 5 juillet 2020                           | 21 mars 2024 (décès) | Cédric Cornet,     | SE (GUSR app.) | Cadre du secteur privé Conseiller régional de la Guadeloupe (2010 → 2018 et 2021 → 2024) Ancien vice-président du conseil régional Président de la CARL (2020 → 2024)               |
| 2 avril 2024                             | En cours             | Liliane Montout    |                | Retraitée de la DEAL Première adjointe au maire (2020 → 2024) 4e vice-présidente de la CARL (2020 → )                                                                               |
| Les données manquantes sont à compléter. |                      |                    |                | |

## Population et société

### Démographie
L'évolution du nombre d'habitants est connue à travers les recensements de la population effectués dans la commune depuis 1961, premier recensement postérieur à la départementalisation de 1946. À partir de 2006, les populations de référence des communes sont publiées annuellement par l'Insee. Le recensement repose désormais sur une collecte d'information annuelle, concernant successivement tous les territoires communaux au cours d'une période de cinq ans. Pour les communes de plus de 10 000 habitants les recensements ont lieu chaque année à la suite d'une enquête par sondage auprès d'un échantillon d'adresses représentant 8 % de leurs logements, contrairement aux autres communes qui ont un recensement réel tous les cinq ans,.

En 2022, la commune comptait 27 205 habitants, en évolution de +2,02 % par rapport à 2016 (Guadeloupe : −2,67 %, France hors Mayotte : +2,11 %).
| 1961   | 1967   | 1974   | 1982   | 1990   | 1999   | 2006   | 2011   | 2016   |
| ------ | ------ | ------ | ------ | ------ | ------ | ------ | ------ | ------ |
| 10 150 | 13 025 | 13 906 | 15 381 | 20 688 | 25 360 | 27 370 | 26 739 | 26 666 |

| 2021   | 2022   | - | - | - | - | - | - | - |
| ------ | ------ | - | - | - | - | - | - | - |
| 27 184 | 27 205 | - | - | - | - | - | - | - |

### Enseignement
Comme toutes les communes de l'archipel de la Guadeloupe, Le Gosier est rattaché à l'Académie de la Guadeloupe. La ville possède sur son territoire cinq écoles maternelles (Alexis-Eugène, Armand-Lazard, Armantine-Marcel, Grand-Bois et L'Houezel) et dix écoles primaires (Armand-Lazard, Augustin-Gillot, Georges-Marcel, Germaine-Lantin, Hildevert-Pater, Moinet-Klébert, Pliane, Suzanne-Rollon, Saturnin-Jasor et Turenne-Thénard).
En ce qui concerne l'enseignement secondaire, la ville accueille le collège Edmond-Bambuck et le lycée international d'hôtellerie et de tourisme tandis que les autres lycées d'enseignement général et professionnel les plus proches se trouvent à Pointe-à-Pitre.

### Santé
La commune accueille sur son territoire la clinique de Choisy qui est équipée depuis juillet 2021 d'un scanner.

### Eau
Depuis mars 2019, les coupures d’eau se font récurrentes comme pour une grande partie du territoire de Grande-Terre. En juin, des habitants installent des barrages dans la ville en signe de protestation.

### Sports et loisirs

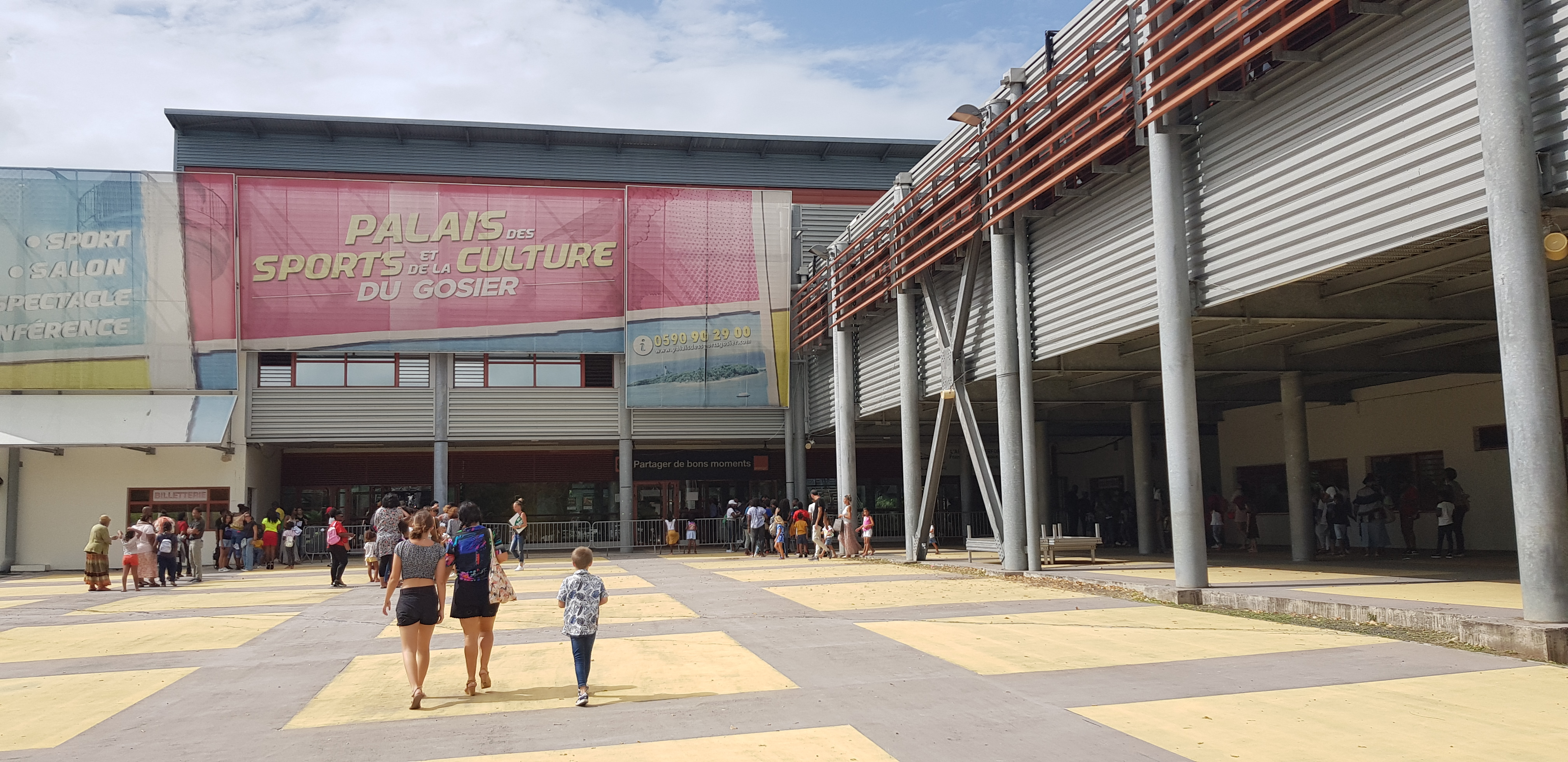
Palais des sports du Gosier

L'équipement sportif municipal est composé du :
- Stade Roger-Zami avec 2 300 places en tribunes, rénové et mis aux normes en 2019[25].
- Palais des sports du Gosier (2 500 à 5 000 places).
- Stade Lambert-Lamby où se déroule le tournoi challenger de tennis, l'Orange Open Guadeloupe. Le Tournoi de tennis international féminin s'y est déroulé de 2010 à 2013 avant de se jouer à Petit-Bourg.
- Piscine

Les principaux clubs sportifs sont :
- AS Gosier, football
- AS Dragon, football
- EDS (Espoir du Sud), cyclisme
- Association des Jeunes de Saint Félix (AJSF)[26], football
- Centre équestre Solvar
- ASC Madianna
- Good-Luck, rugby

## Économie
Devenue une importante commune résidentielle à proximité de Pointe-à-Pitre, Le Gosier est également la plus grande station balnéaire de Guadeloupe dont l'activité économique repose principalement sur le tourisme. Elle dispose d'une marina à Bas du Fort, dotée de 1 200 anneaux, d'un casino et de deux hôtels quatre étoiles.

## Culture et patrimoine

### Lieux et monuments
- Église Saint-Louis du Gosier. L'église est dédiée à saint Louis.
- L'aquarium de la marina, le plus grand des Caraïbes.
- Le casino du Gosier.
- L'îlet du Gosier situé à quelques centaines de mètres de la plage municipale de la Datcha.
- Le fort Fleur d'épée construit en 1759 afin de protéger l'île des Anglais.
- Le fort Louis, situé sur le morne l'Union, protégeant le Petit Cul-de-sac marin.
- La source de Poucet.
- Le parc paysager du Calvaire, surmontant la plage de la Datcha.
- La stèle commémorative de l'abolition de l'esclavage, au centre de la plage de Salines.
- Le sentier côtier de Saint-Félix à la plage de Salines.
- La zone protégée de l'anse à Saint.

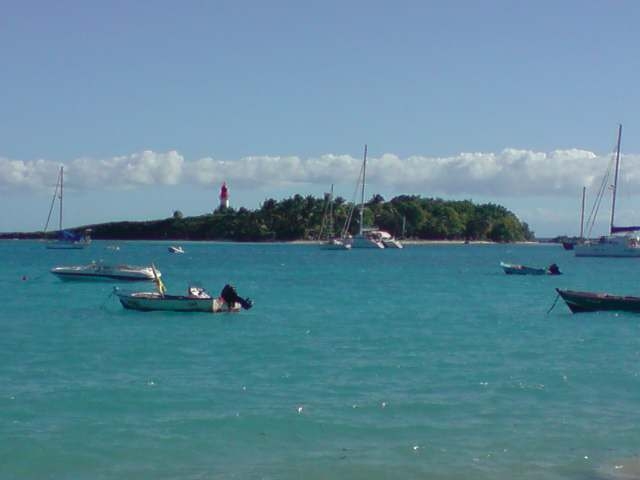
l'Îlet du Gosier.
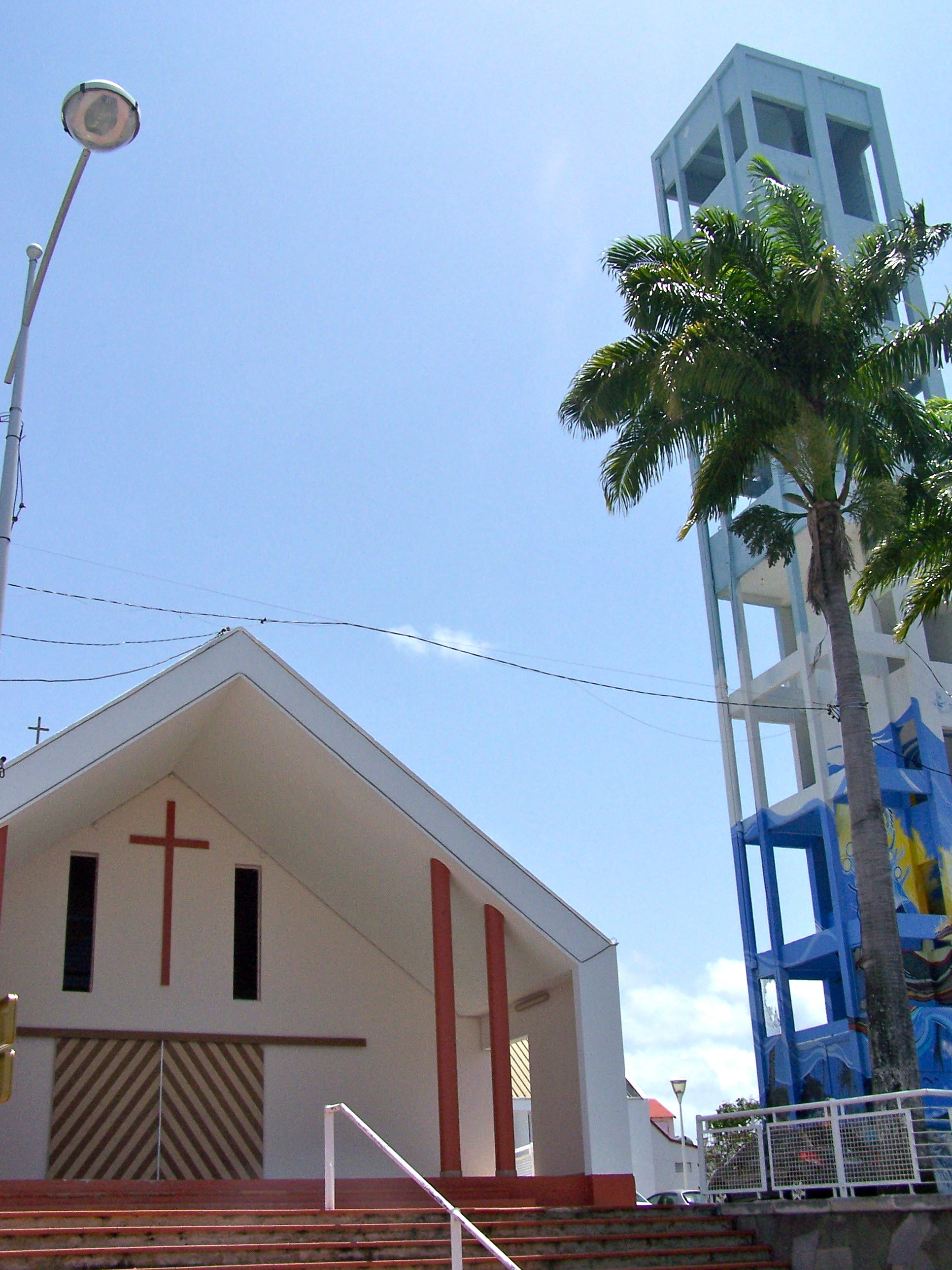
L'église Saint-Louis.
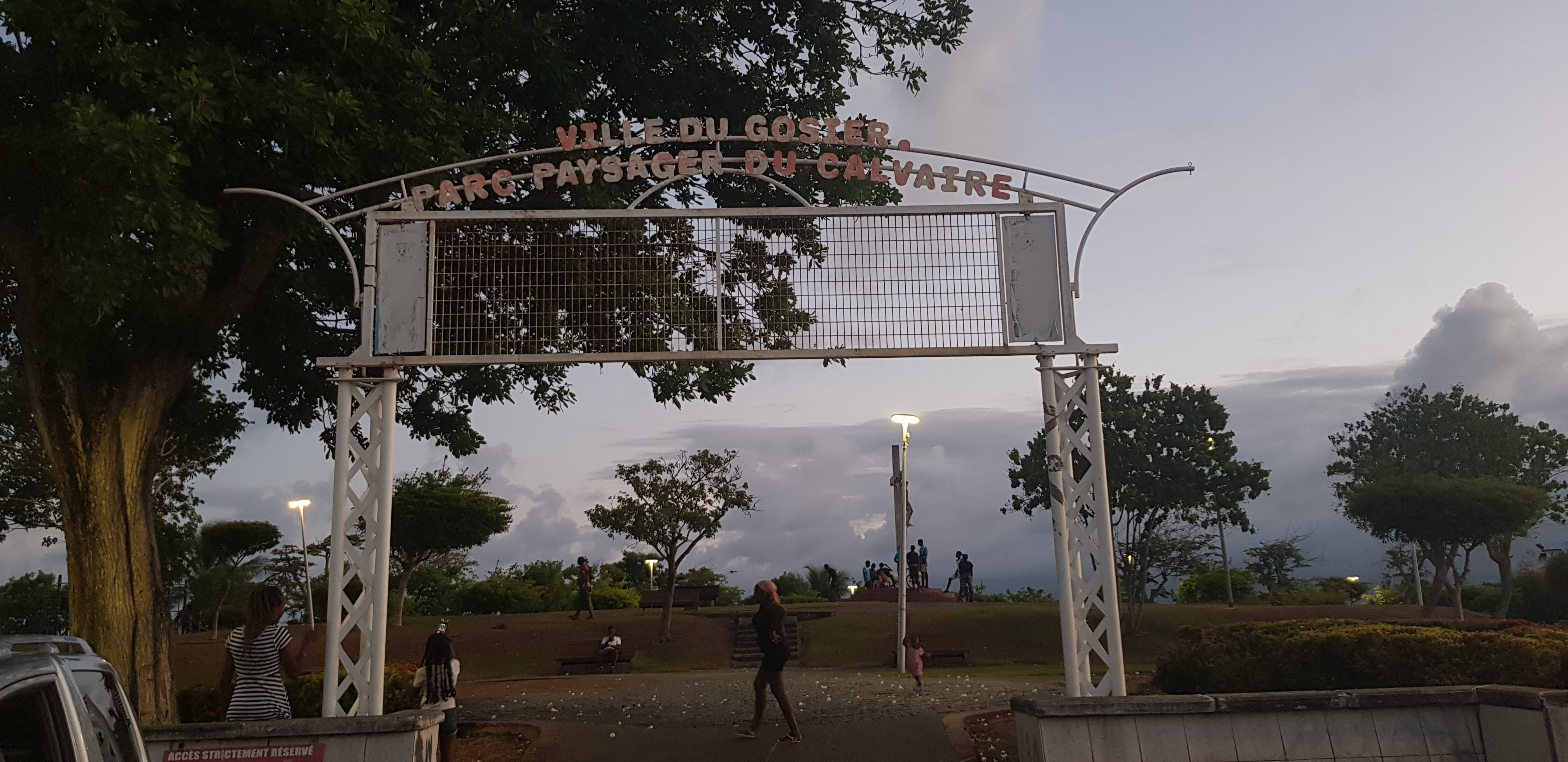
Parc paysager du Calvaire.
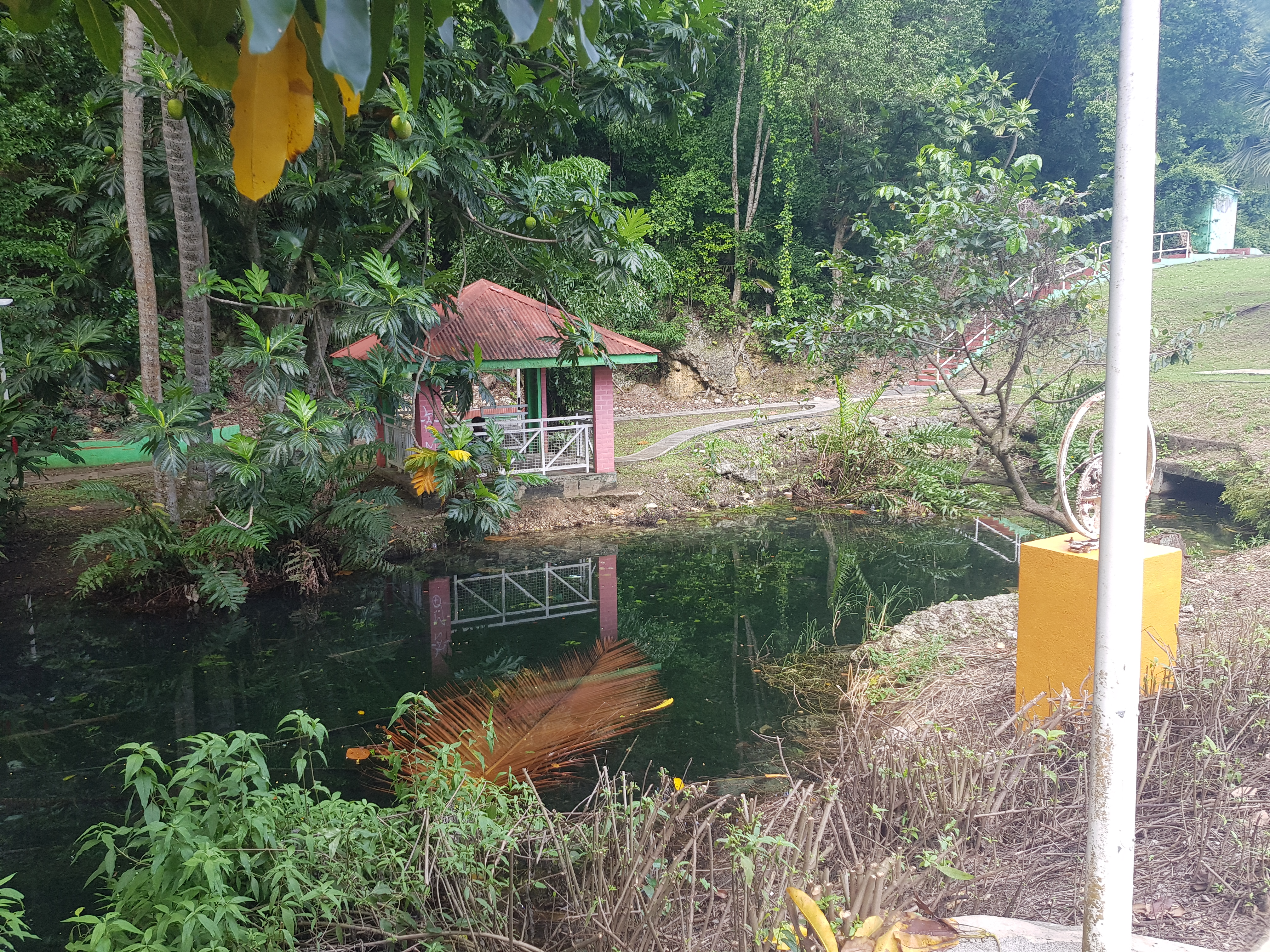
Source de Poucet.

#### Plages

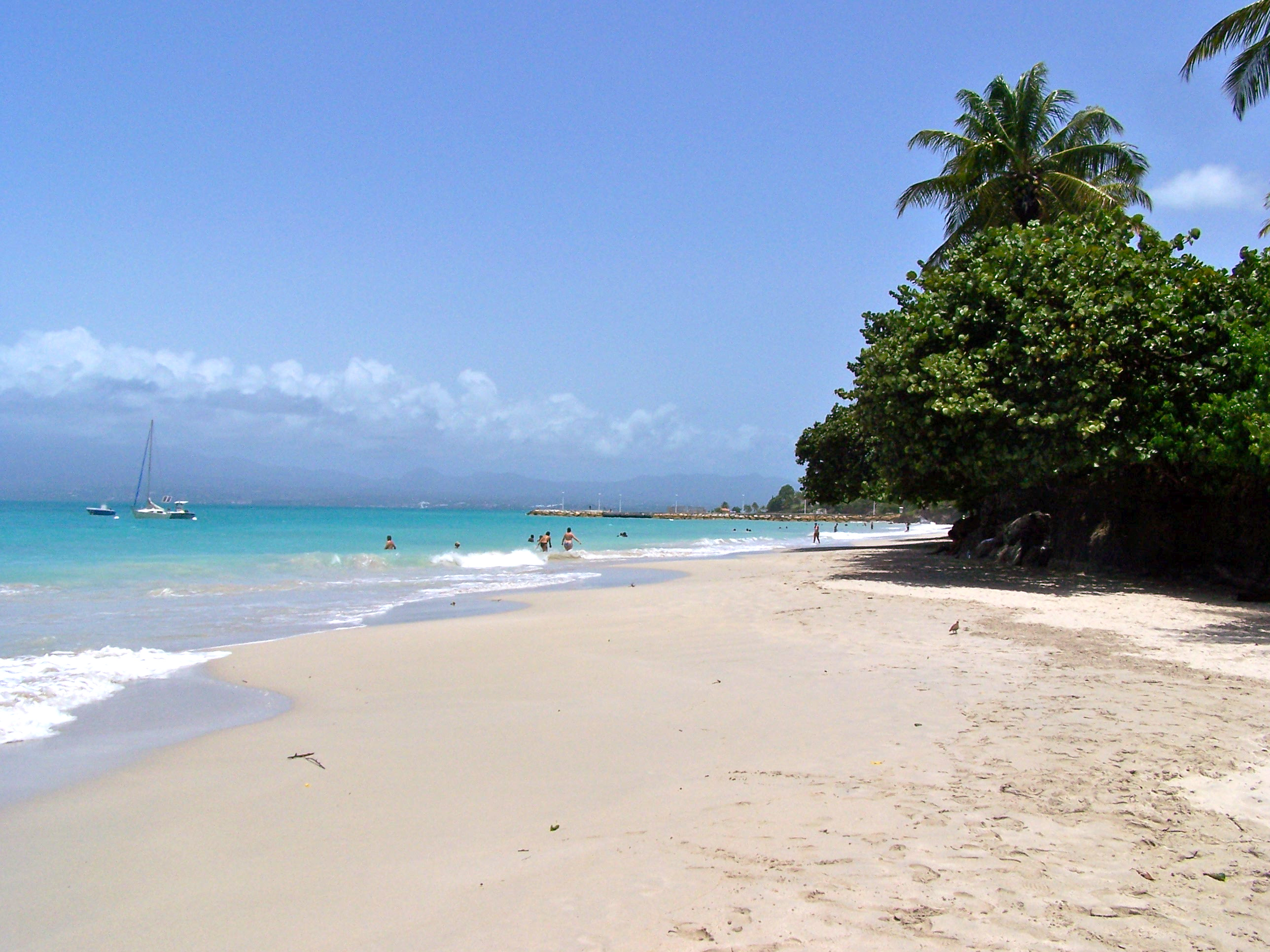
Plage de la Datcha.

La commune du Gosier compte de nombreuses plages qui sont parmi les plus populaires de l'île, en raison notamment de la proximité de l'agglomération de Pointe-à-Pitre/Les Abymes. D'ouest en est ce sont :
- Les plages de Bas-du-Fort, entre Pointe-à-Pitre et le bourg de Gosier, à proximité des hôtels et des résidences privées.
- La plage de Grand-Baie, non aménagée.
- Les plages des hôtels de la Pointe de la Verdure près du Casino, artificielles et aménagées, faisant face à Basse-Terre.
- La plage de l'Anse Tabarin, à proximité de la plage de la Datcha, aménagée et en sous-bois.
- La Plage de la Datcha, située en plein bourg, face à l'îlet du Gosier, très fréquentée même en semaine et réputée pour son éclairage nocturne jusqu’à 23 h.
- Les petites plages de Dampierre, celle de l'Anse Vinaigri bordée d'une pelouse.
- La plage de Saint–Félix, longue et ombragée, au niveau du rond-point de Saint-Félix, après le lycée hôtelier.
- La plage des Salines réputée pour les véliplanchistes et les kite-surfeurs, située entre Saint-Félix et Mare Gaillard.
- La plage de Petit-Havre, en direction de Sainte-Anne. Sur la gauche un spot de surf et à droite une petite plage calme.
- La plage de Anse à Jacques, à proximité de celle de Petit-Havre, ombragée par une cocoteraie.

### Personnalités liées à la commune
- Jacques Gillot, homme politique guadeloupéen né au Gosier. Il a été maire de la ville de 1989 à 2001 et président du conseil général de la Guadeloupe de 2001 à 2015, date à laquelle Josette Borel-Lincertin lui succède. Il est actuellement sénateur, et membre de Guadeloupe unie, socialisme et réalités.
- Raoul Georges Nicolo, ingénieur et inventeur guadeloupéen né sur la commune. Ses travaux de recherche portaient sur les télécommunications et la physique nucléaire.
- Jacques Fred Petrus, producteur musical et propriétaire d'un club local, y est assassiné en juin 1987.
- Jean-Michel Rotin, chanteur guadeloupéen de Zouk R'N'B, considéré comme le « Michael Jackson antillais »[27].
- Clémence Botino, Miss Guadeloupe et Miss France 2020, née à Baie-Mahault en 1997, déclare être originaire de la ville[28].

### Héraldique
| Blason | Blasonnement : |